# Eusebia Palomino Yenes

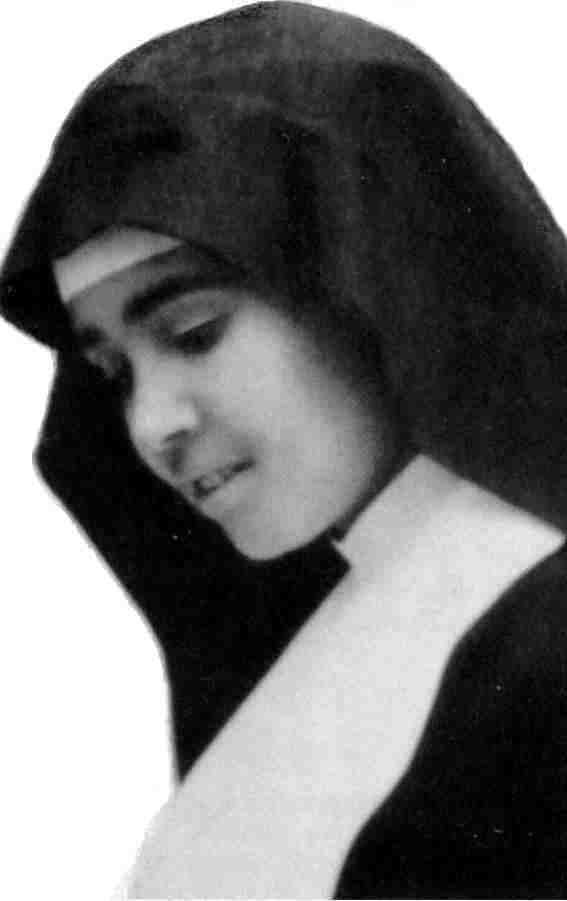
Eusebia Palomino Yenes (um 1930)

Eusebia Palomino Yenes FMA (* 15. Dezember 1899 in Cantalpino, Provinz Salamanca; † 10. Februar 1935) war eine spanische Ordensschwester. Sie wird in der römisch-katholischen Kirche als Selige verehrt.

## Leben
Aus einer frommen Arbeiterfamilie stammend, zeigte Eusebia Palomino Yenes schon früh eine ungewöhnliche Reife in der Sorge für andere junge Kinder. Bereits mit zwölf Jahren ging sie mit ihrer älteren Schwester nach Salamanca, um dort als Kindermädchen zu arbeiten. Sonntags besuchte sie das Oratorium der Don-Bosco-Schwestern und half dort ehrenamtlich mit. 
Wegen anfänglicher Bedenken, aufgrund der Herkunft aus armen Verhältnissen nicht aufgenommen zu werden, dauerte es bis zum 5. August 1922, bis sie in das Noviziat der Don-Bosco-Schwestern eintrat. Nach der ersten Profess 1924 wirkte sie in der Niederlassung in Valverde del Camino (Bistum Huelva). Innerhalb des Oratoriums bei Kindern, Jugendlichen und Erwachsenen gleichermaßen beliebt, wurde sie insbesondere als Schreiberin zahlreicher Briefe bekannt. In diesen spiegelt sich neben ihrer großen Eucharistiefrömmigkeit auch ihre starke Verehrung der Wunden Christi.
Als Anfang der dreißiger Jahre die Verfolgung der katholischen Kirche in Spanien begann, bot Sr. Eusebia sich im Gebet als Opfergabe an. Tatsächlich litt sie ab August 1932 in den folgenden drei Jahren an einer Krankheit, an der sie am 10. Februar 1935 starb, ohne dass die Ärzte in der Lage gewesen wären, diese zu diagnostizieren. Am 24. April 2004 sprach Papst Johannes Paul II. Sr. Eusebia Palomino Yenes selig. Ihr liturgischer Gedenktag ist der 9. Februar.